# ماركوس هوتون
ماركوس هوتون (بالإنجليزية: Marcus Hutton)‏ هو ممثل بريطاني، ولد في 1 أبريل 1964 في المملكة المتحدة.

## أعمال

### أفلام
- (2010) صنع في داجنهام[1]

## وصلات خارجية
- ماركوس هوتون على موقع IMDb (الإنجليزية)
- ماركوس هوتون على موقع ألو سيني (الفرنسية)
- ماركوس هوتون على موقع أول موفي (الإنجليزية)
- ماركوس هوتون على موقع قاعدة بيانات الفيلم (الإنجليزية)
- ماركوس هوتون على موقع كينوبويسك (الروسية)